# 格拉納達區
6°3′15″S 77°36′55″W / 6.05417°S 77.61528°W
格拉納達區（西班牙語：Distrito de Granada），是秘魯的一個區，位於該國北部亞馬遜大區的查查波亞斯省，始建於1933年11月3日，面積181.4平方公里，海拔高度3,013米，2005年人口643，人口密度每平方公里3.5人。